# Морфотактика
Морфотактика — розділ морфеміки, що описує формальні засоби морфологічної системи мови, їхні взаємовідношення; допустимі типи морфем, структури слів; визначає валентність одиниць у загальних рисах як сполучуваність у слові морфем різних частин мови. 
До визначальних рис морфотактики належать довжина і глибина слова, межі його префіксального і суфіксального розростання, закони   конструювання структур слова. Морфемна структура слова реалізується функціонально тотожними і різнофункціональними морфемами.

## Загальний опис
Морфотактика описує формальні засоби морфологічної системи мови, які становлять об'єкт парадигматики, а також допустимі типи морфемної структури слів — що є об'єктом синтагматики. У парадигматиці слово тлумачиться як ряд одно- чи різнофункціональних елементів, що їх можна вивчати в плані лівої правосторонньої валентності. Синтагматика встановлює морфемні типи структур слів у межах частин мови. На відміну від словозміни та словотвору морфотактика вивчає слово не як двокомпонентну структуру, що складається зі словозмін, основи та флексії або словотворчої основи і словотворчого форманта, а як єдність у вигляді лінійної послідовності певної кількості морфем, сегментів. Така єдність може пояснюватися і як ієрархія цих сегментів, коли послідовність морфів має словотвірну інтерпретацію. 